# Vilșanî, Troițke
Vilșanî (în ucraineană Вільшани) este un sat în comuna Berezivka din raionul Troițke, regiunea Luhansk, Ucraina.

## Demografie
Componența lingvistică a localității Vilșanî
     Ucraineană (96,45%)
     Rusă (2,84%)
     Alte limbi (0,71%)
Conform recensământului din 2001, majoritatea populației localității Vilșanî era vorbitoare de ucraineană (96,45%), existând în minoritate și vorbitori de rusă (2,84%).